# Dżakarta Północna
Dżakarta Północna (indonez. Jakarta Utara) –  miasto (kota) w ramach prowincji Dżakarta, zamieszkiwane przez 1 645 312 osoby. Jest to czwarte największe miasto pod względem ludności w granicach administracyjnych indonezyjskiej stolicy.

## Podział administracyjny
W skład Dżakarty Północnaj wchodzi sześć dzielnic:

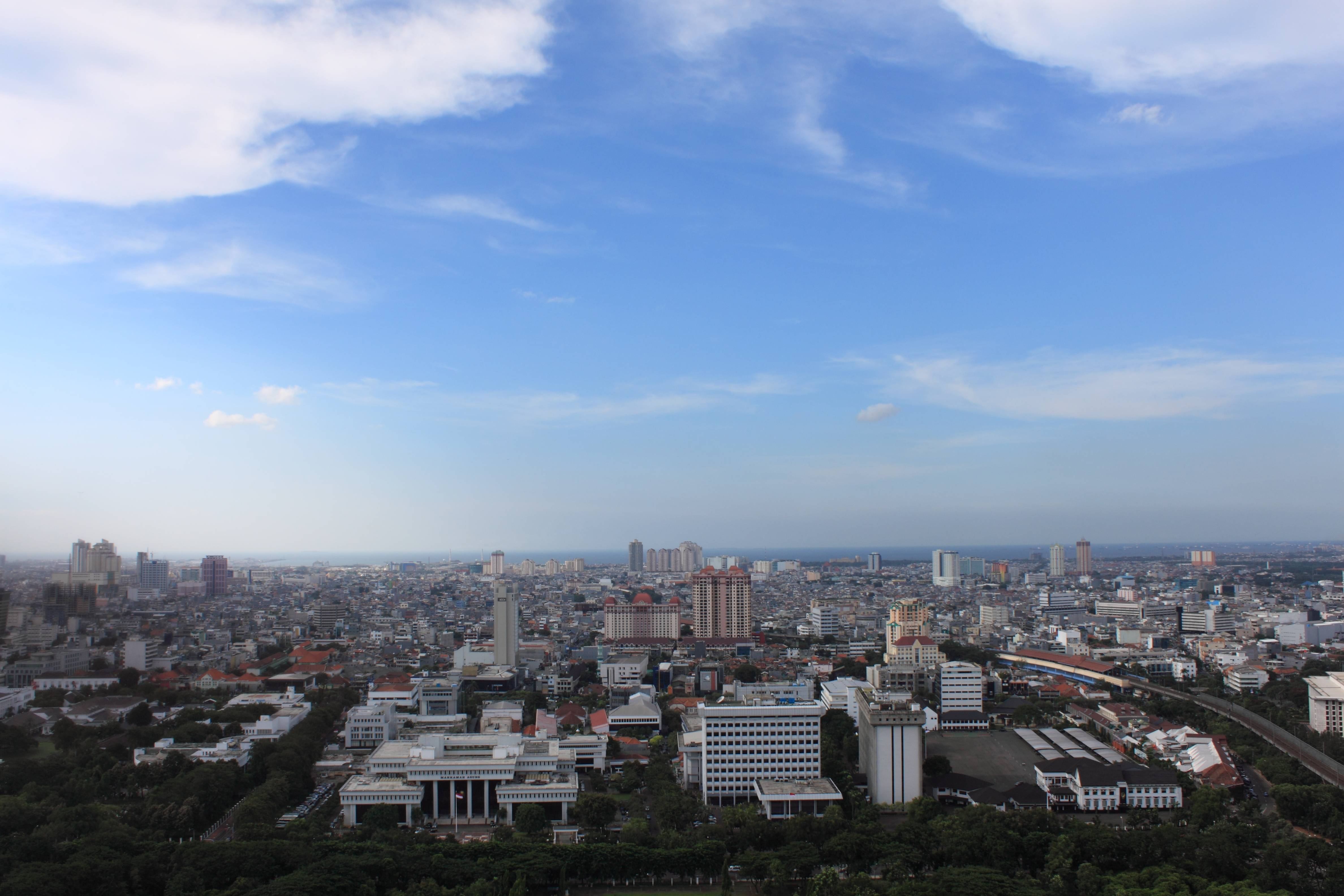
Widok na Dżakartę Północną

- Cilincing
- Koja
- Kelapa Gading
- Tanjung Priok
- Pademangan
- Penjaringan

## Ważne miejsca
- Port Sunda Kelapa
- Park rozrywki Ancol Dreamland
- Pochodzący z XVIII wieku drewniany meczet Masjid Al Alam[3]
- Największy indonezyjski port morski w Tanjung Priok